# 陶村 (愛知県)
陶村（すえむら）は、愛知県東春日井郡にかつてあった村である。
現在の小牧市の一部（上末・下末など）に該当する。

## 歴史
- 1889年（明治22年）10月1日 - 上末村、下末村が合併し、陶村発足。
- 1906年（明治39年）7月16日 - 大草村、大野村、池林村と合併し篠岡村発足。同日陶村は廃止。